# Донський (Яйський округ)
Донськи́й (рос. Донской) — селище у складі Яйського округу Кемеровської області, Росія.

## Населення
Населення — 19 осіб (2010; 68 у 2002).
Національний склад (станом на 2002 рік):
- росіяни — 100 %